# Svansglansbåge
Svansglansbåge (Oxypolella punnetti) är en djurart som tillhör fylumet slemmaskar, och som beskrevs av Bergendal 1902. Enligt Catalogue of Life ingår Svansglansbåge i släktet Oxypolella och familjen Cerebratulidae, men enligt Dyntaxa är tillhörigheten istället släktet Oxypolella, och ordningen Heteronemertea. Det är osäkert om arten förekommer i Sverige. Inga underarter finns listade i Catalogue of Life.